# Pyramus und Thisbe

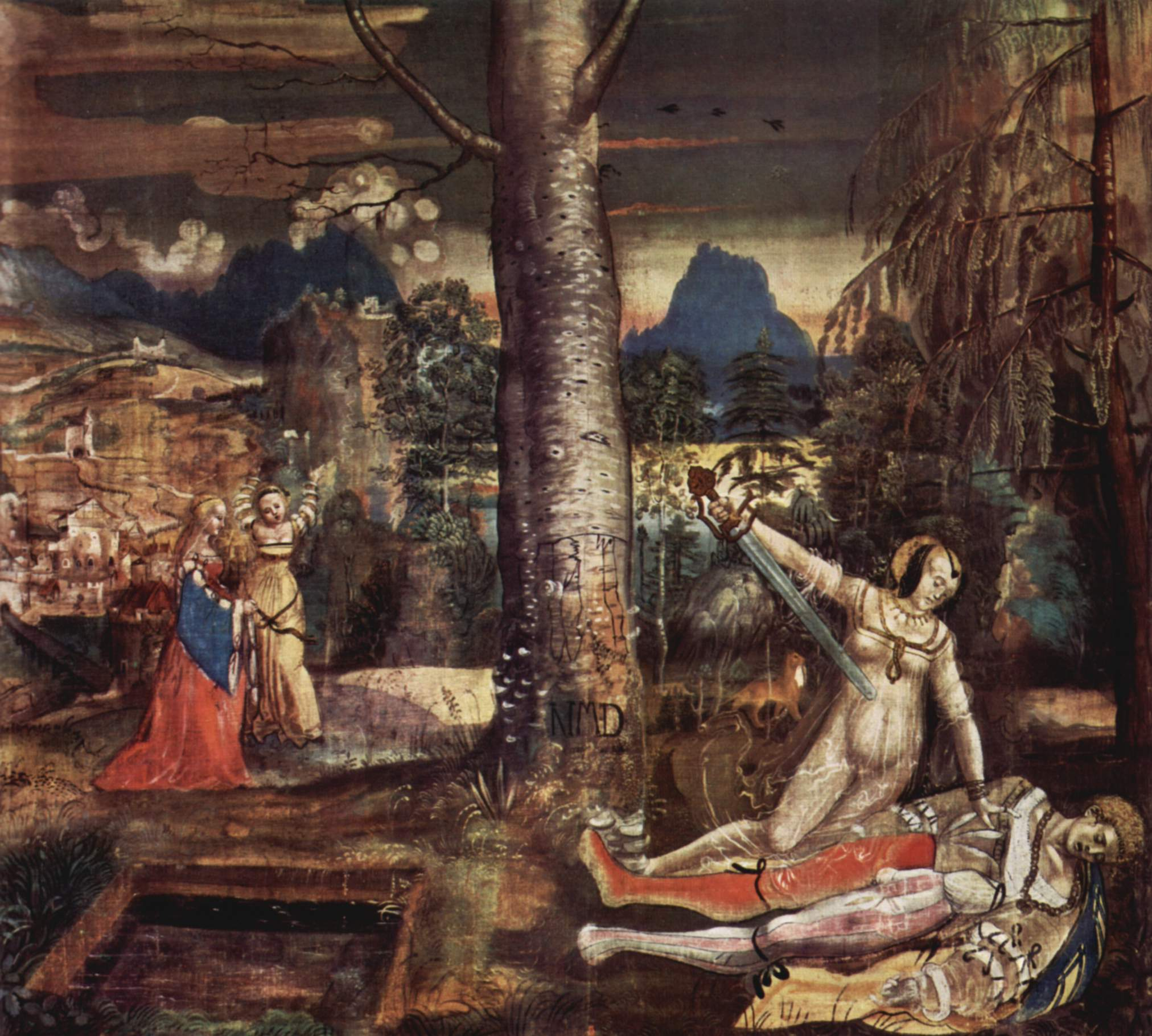
Niklaus Manuel: Pyramus und Thisbe, 1520

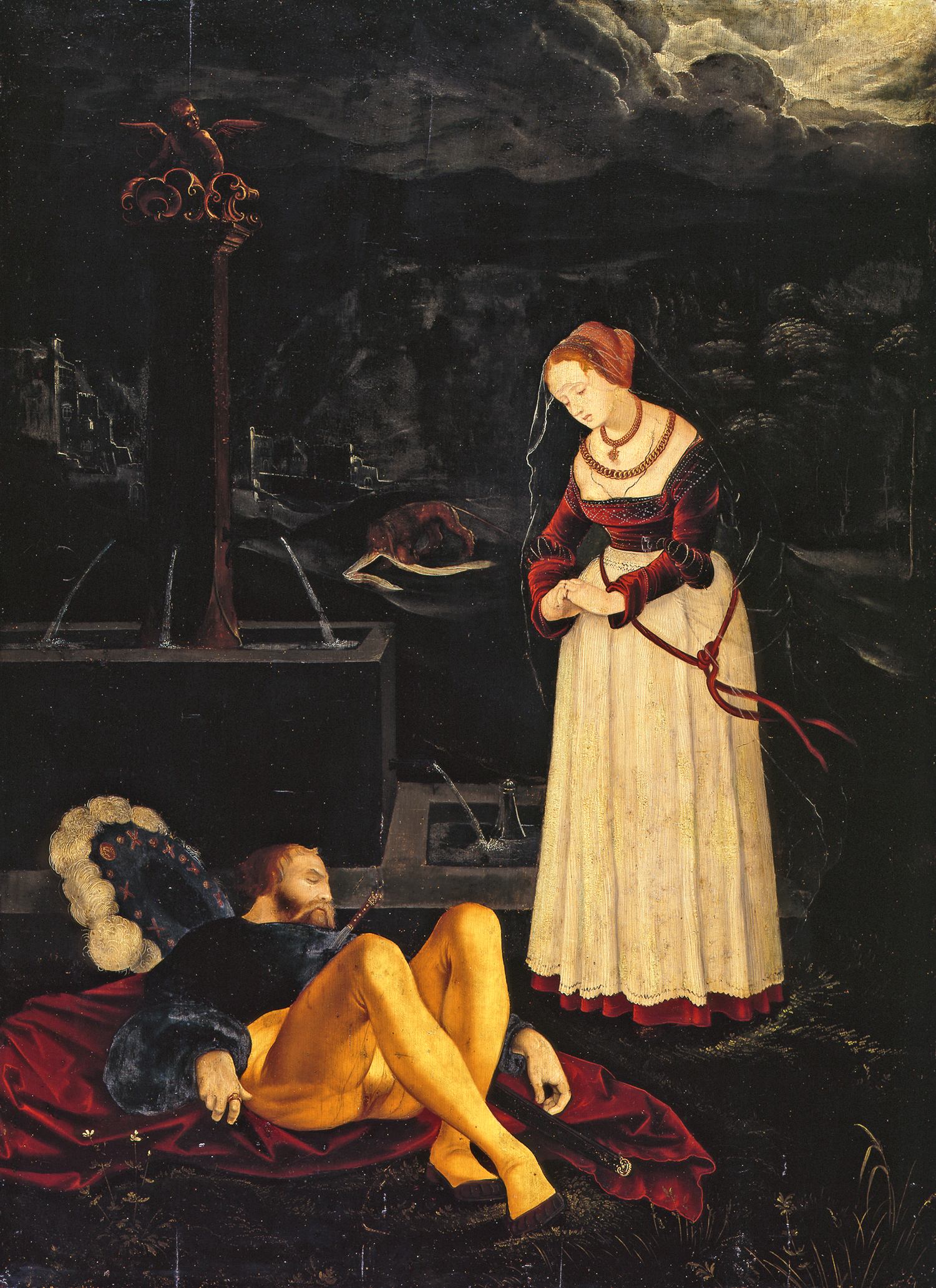
Hans Baldung: Pyramus und Thisbe, um 1530, Gemäldegalerie, Berlin

Die Sage von Pyramus und Thisbe war in der Antike weit bekannt und ist in den erhaltenen Werken mehrfach erwähnt. Die früheste und ausführlichste Schilderung findet man in Ovids Epos über Verwandlungssagen mit dem Titel Metamorphosen. Seine Darstellung gipfelt, wie es der Absicht dieses Werks entspricht, in einer Verwandlung: Die Früchte des Maulbeerbaums sind seitdem nicht mehr weiß, sondern blutrot. Eine kürzere Fassung der Geschichte bietet Servius in seinem Kommentar zu den Eklogen des Vergil.

## Inhalt
Pyramus und Thisbe sind ein babylonisches Liebespaar, das sich aufgrund der Feindschaft ihrer Eltern nicht sehen darf. Die einzige Möglichkeit, miteinander zu kommunizieren, stellt ein Spalt in einer Wand dar, die die Mitte der Häuser bildet, in denen auf der einen Seite Pyramus mit seinen Eltern und auf der anderen Seite Thisbe mit ihren Eltern leben.
Nach längerer Zeit vereinbaren Pyramus und Thisbe ein nächtliches Treffen unter einem schneeweiße Früchte tragenden Maulbeerbaum, um Babylon für immer hinter sich zu lassen. Thisbe trifft dort früher als Pyramus ein und flüchtet vor einer Löwin, die an einer Quelle trinkt und vom Fressen gerissenen Viehs noch ein blutiges Maul hat. Dabei verliert das Mädchen seinen Schleier, der von der Löwin zerrissen und mit Blut beschmiert wird.
Als Pyramus diesen findet, nimmt er an, dass Thisbe von der Löwin getötet worden sei, und stürzt sich daher unter dem Maulbeerbaum in sein Schwert „und die vom Blute getränkte Wurzel färbt(e) mit Purpurs Schwarz die hängenden Beeren.“. Als Thisbe zurückkehrt und den sterbenden Geliebten findet, erkennt sie die Situation und stürzt sich, überwältigt von Schmerz und Liebe, in dessen von seinem Blut noch warmes Schwert. Ihre Bitte, der Baum möge zur Erinnerung an ihrer beider Tod die dunkle Farbe seiner Früchte behalten, wird von den Göttern erhört, und ebenso erfüllen die Eltern ihren Wunsch, die Asche des unglücklichen Paares in derselben Urne zu bestatten, damit sie beide für immer vereint seien.

## Deutung
Dass Ovid dies Rührstück nicht ganz ernst nahm, ist an seinem Vergleich mit einem Wasserrohrbruch zu erkennen, mit dem er das aus Pyramus’ Wunde hervorsprudelnde Blut beschreibt: „nicht anders, als wenn ein Rohr, weil das Blei beschädigt ist, aufplatzt und durch den feinen Riss zischend in langem Strahl herausschleudert das Wasser und stoßweise die Luft durchbricht“. Der Verweis auf ein ärgerliches technisches Problem aus dem Alltagsleben in der Stadt ist für das Thema eines tragischen Liebestods auf dem Land offenkundig unpassend und ergibt einen komischen Effekt. Ähnlich unpassend wirkt die Verwendung des Verbs lateinisch eiaculari (herausschleudern, hervorspritzen), das auch in der Antike einen obszönen Nebensinn hatte. Die amerikanische Altphilologin Carole E. Newlands kommentiert: „Pyramus’ Art zu sterben legt einen gigantischen Orgasmus nahe“. Auch die drei anderen Geschichten, die Ovid von den Minyaden in Buch IV erzählen lässt (Mars und Venus, Leukothoe, Salmacis und Hermaphroditus) handeln von den gewaltvollen und peinlichen Aspekten erotischer Leidenschaft. Ovid zeige damit die Grundhaltung der drei Schwestern, die sich weigern, an einem Fest für Bacchus teilzunehmen, sondern lieber weben, eine Tätigkeit, die mit der jungfräulichen Göttin Minerva assoziiert war.

## Rezeption
Motive der bereits im Altertum populären Erzählung oder die ganze Geschichte findet man auch in anderen Werken:
- William Shakespeare: Romeo und Julia und Ein Sommernachtstraum
- Andreas Gryphius: Absurda Comica oder Herr Peter Squenz
- John Gower: Confessio Amantis
- Giovanni Boccaccio: Il Decamerone
- Geoffrey Chaucer: The Legend of Good Women
- Giovannino Guareschi: Don Camillo und Peppone
- Johann Adolf Hasse: Intermezzo tragico mit dem Titel Piramo e Tisbe nach einem Libretto von Marco Coltellini, das 1768 in Wien erstmals aufgeführt wurde.[8]
- Wilhelm Heinrich Riehl: Novelle "Ovid bei Hofe"
- Carl Reinecke: Auf hohen Befehl op. 184 (Oper in drei Akten)